# Nagykáta
Nagykáta è una città di 12.819 abitanti situata nella contea di Pest, nell'Ungheria settentrionale.

## Amministrazione

### Gemellaggi
- Alfonsine, Italia